# Mount Spokane State Park
Der Mount Spokane State Park ist ein Naherholungsgebiet in den Selkirk Mountains, 23 mi (37 km) nordöstlich der Stadt Spokane im US-Bundesstaat Washington. Der State Park liegt rings um den 5.883 ft (1.793 m) hohen Mount Spokane und andere Gipfel wie den Mount Kit Carson, den Beauty Mountain, und den Quartz Mountain. Jährlich fallen 300 in (8 m) Schnee; außer dem Mount Spokane Ski and Snowboard Park gibt es ein ausgedehntes Wegesystem zum Wandern, Radfahren und Reiten. Die Washington State Parks and Recreation Commission gab die Fläche des Parks 2018 mit 12.293 Acres (50 km²) an, was ihn zum größten in Washington macht, knapp vor dem Riverside State Park (11.162 Acres (45 km²)), der 23 mi (37 km) südwestlich liegt.

## Geschichte
Der Park wurde 1927 mit einer Fläche von 1.500 Acres (6 km²) ausgewiesen. Während der 1930er Jahre säten Arbeiter des Civilian Conservation Corps (CCC) Rasen an, bauten Picknick- und Parkplätze und richteten Wanderwege mit Schutzhütten ein; außerdem wurden Straßen befestigt.
Vista House
Das Vista House wurde vom Architekten H. C. Bertelsen gestaltet und zur Hausmeister-Unterkunft ausgebaut, obwohl ein früherer Plan für das Vista House vom Park-Architekten Charles Saunders vorlag. Erbaut wurde die Hausmeister-Unterkunft von Elmer Highberg.:11 Einige Quellen geben an, das Vista House sei durch das CCC errichtet worden. Nach dem Cultural Resources Management Plan des Bundesstaates von 2009 gewann jedoch ein ortsansässiger Bauunternehmer namens E. O. Fieldstad die Ausschreibung mit einem „niedrigen Gebot von 4693 USD“ und errichtete das Vista House. Die Publikation führt aus: „Sein Bestand nahe dem Mount-Spokane-Lager des CCC mag dazu beigetragen haben, dass viele annehmen, das Vista House sei vom CCC erbaut worden.“:52

## Tourismus
Im Park gibt es 100 mi (161 km) an Wander-, Rad- und Reitwegen. Ihre Einstufung reicht von „leicht“ (für den 3 mi (4,8 km) langen Burping Brook Loop) bis „schwierig“ (für den 13 mi (21 km) langen Round the Mountain Trail). Im Winter sind Skiabfahrten und Querfeldein-Skiwandern möglich, außerdem Schneemobil-Fahren und Schneeschuh-Laufen. Camping- und Picknickplätze sind gleichfalls verfügbar.